# Oenothera biennis
Oenothera biennis é uma espécie de planta com flor pertencente à família Onagraceae. 
A autoridade científica da espécie é L., tendo sido publicada em Species Plantarum 1: 346. 1753.
Os seus nomes comuns são canárias, erva-dos-burros, onagra ou zécora.

## Portugal
Trata-se de uma espécie presente no território português, nomeadamente em Portugal Continental, no Arquipélago dos Açores e no Arquipélago da Madeira.
Em termos de naturalidade é introduzida nas três regiões atrás referidas.

## Protecção
Não se encontra protegida por legislação portuguesa ou da Comunidade Europeia.